# Sala Monferrato
Sala Monferrato – miejscowość i gmina we Włoszech, w regionie Piemont, w prowincji Alessandria.
Według danych na styczeń 2010 gminę zamieszkiwały 394 osoby przy gęstości zaludnienia 51,4 os./1 km².